# Diga di Kuze
La diga di Kuze (久瀬ダム?, Kuze damu) è una diga a Ibigawa, nella prefettura di Gifu, in Giappone, completata nel 1953.

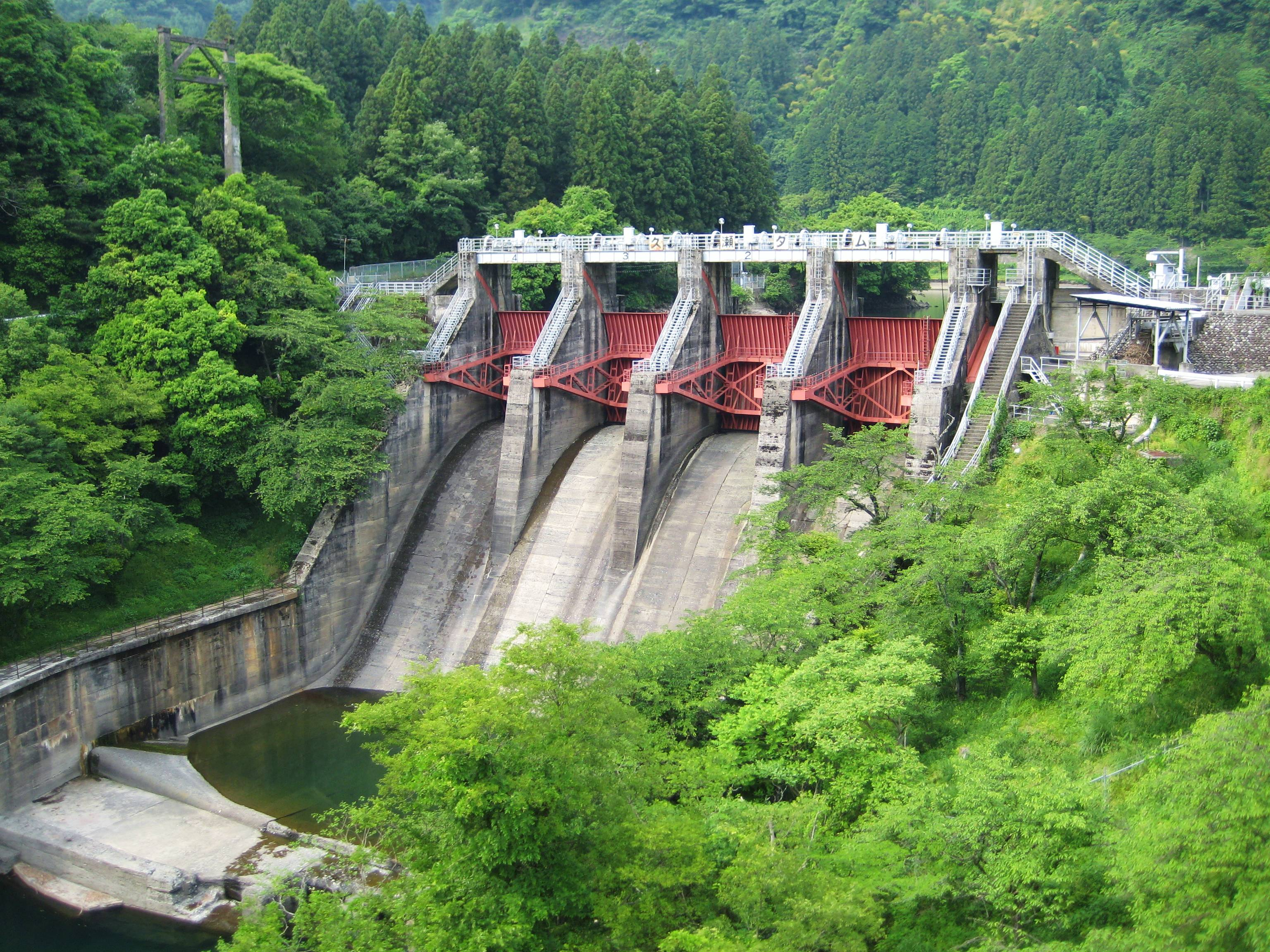